# Артефакт
Артефа́кт (лат. artefactum «штучно зроблений») — явище, процес, предмет, властивість предмета або процесу, поява якого в спостережуваних умовах за природних причин неможлива або є малоймовірною. Поява артефакту є ознакою цілеспрямованого втручання в спостережуваний процес або наявність якихось неврахованих чинників.
У загальнонауковому значенні артефакт — стабільне й відтворюване відхилення результату експерименту, спричинене засобами проведення експерименту, дефектами методики, впливом суб'єктивного фактора.
В широкому розумінні артефакт — будь-яке штучне утворення матеріальної чи нематеріальної форми. Іноді артефактами називають всі предмети, створені людиною на противагу натуральним речам, створеним природою.

## Археологія
Артефакт в археології — це продукт людської діяльності, об'єкт матеріальної культури, що містить у собі певний зміст інформації про минуле: господарські знаряддя, зброя, одяг, предмети культу й поклоніння тощо. Частковий синонім — археологічна пам'ятка.
Недоречний артефакт — об'єкт, що становить історичний, археологічний або палеонтологічний інтерес і знайдений в незвичайному або неймовірному, на перший погляд, місці.

## Естетика
В естетиці термін використовується етимологічно, тобто безпосередньо для позначення предметів, створених спеціально для функціонування в системі мистецтва. У трактуванні інституціональної школи артефактом у відповідному оточенні може виступати будь-який реальний об'єкт (зокрема, так вважає Д. Дікі в роботі «Мистецтво й естетика: введення в інституціональний аналіз», 1974). У цьому випадку під артефактом розуміється будь-який предмет, що є художнім твором. У сучасній естетиці звичайно проводиться розмежування між артефактом і художнім твором. Артефакт, як правило, має матеріальне втілення і є носієм певних художніх змістів. Структуралісти, крім цього, розрізняють артефакт і естетичний об'єкт. Тут артефакт виступає свого роду «зовнішнім символом» (Мукаржовський) естетичного об'єкта.
Артефакт має три основні складові елементи:
- психоаналітичний — встановлює зв'язок між артефактом й антропологічним спонуканням,
- структурний — виявляє комунікативно-функціональну домінанту,
- герменевтичний — визначає обрії розуміння й інтерпретації.

Артефакт функціонує в середовищі культурно-семантичного поля (наприклад, літератури), що визначає зміст артефакту і його матеріальний носій. Артефакт є полісемантичним і тому являє собою абстрактний носій культурної семантики, що проявляється по-різному в різних контекстах використання.
До основних модальностей існування артефакту можна віднести:
- матеріальну (форма об'єктивації штучного об'єкта),
- функціональну (сума модифікацій при його використанні);
- семантичну (його значення, змісти, цінність у контекстах соціокультурної комунікації).

## Психологія
Артефакт у загальнопсихологічному значенні — факт, не властивий природному ходу процесу, викликаний штучно.
- В експериментальній психології — дані, породжені методикою вивчення процесу і насправді йому не властиві.
- У кримінальній психології — штучно викликувані (наприклад, з метою симуляції) процеси і стани.
- У культурно-історичній психології — штучний засіб діяльності: знаряддя і знаки (у тому числі слово, символ тощо).

## Соціологія
У соціології поняття артефакту найчастіше використовується в рамках позитивістської парадигми, завданням якої є опис соціальної реальності та наявних у ній емпіричних соціальних фактів за допомогою методів спостереження, опитування та інших. Спостережувані та зафіксовані дослідниками дії та судження називаються фактами. При вивченні суспільства науковець втручається у соціальну реальність. Наприклад, поставившии запитання респондентові, він провокує його до роздумів над цим запитанням, а пропонуючи варіанти відповідей, спрямовує ці роздуми. Артефакт — це істотні зміни у характеристиках соціального, що відбуваються в процесі дослідження цього соціального. Соціологи-позитивісти проблематизують явище виникнення артефактів у процесі вивчення суспільства.

## Інформатика
В інформатиці термін артефакт може вживатися у таких значеннях:
- Артефакт в обробці й відтворенні сигналів (оптика, зв'язок, аудіозапис, малюнок, відеозапис) — дефект, шум у сигналі, зображенні, звукозапису, причиною якого є систематичні перешкоди або особливості використовуваних технічних засобів;
- Артефакт у комп'ютерній графіці — небажані особливості згенерованого комп'ютером зображення, що з'являються в певних умовах (переходи яскравості або кольоровості, рух зображення, режими виведення, призначені для прискорення роботи, недостатньо якісна компресія текстур і так далі). Зовні можуть виглядати як муар, спотворення кольорів, негладкі лінії, несумісний рух частин зображення, зазори між полігонами та інше. Досить поширені артефакти стиснення.

## В інших галузях знань
- Артефакт у документалістиці — шумовий елемент на документі, можливо, не створений спеціально (плями, випадкові риси) і не є частиною документа, але робить його унікальним;
- Цифрові артефакти — те ж, у цифрових документах
- Артефакт культури — штучно створений об'єкт, що має знаковий або символічний зміст. Артефактами культури можуть бути створені людьми предмети, речі, а також феномени духовного життя суспільства: наукові теорії, забобони, твори мистецтва та фольклор;
- Артефакт клініки — особливі поведінкові порушення, що виникають у пацієнтів психіатричних клінік як реакція на нову, стресову ситуацію, в яку вони потрапляють (часто примусова госпіталізація, відсутність осмислених занять, обмеження соціальних контактів тощо). Вони накладаються на основну симптоматику, ускладнюючи тим самим поточний діагноз. Значною мірою артефакти клініки можуть бути згладжені при організації працетерапії та групових форм занять для пацієнтів;
- Артефакт у теорії мистецтва — претендент на звання художнього твору;
- Артефакт у фантастиці — унікальний предмет, що має свою історію та особливості (переважно стосовно магічних властивостей у фентезі);
- Артефакт у настільних та відеоіграх — рідкісний, унікальний предмет, що дає персонажу і гравцеві вагомі ігрові переваги. Особливо поширено в іграх з рольовими елементами, таких як Dungeons & Dragons і онлайн-іграх, наприклад, World of WarCraft;
- Артефакт у математиці — унікальна формула.